# 地中海長臀鱈
地中海長臀鱈為輻鰭魚綱鱈形目鱈科長臀鱈屬的其中一種，分布於地中海海域，棲息在中底層水域。标准体长可达21公分，总体长23公分。